# Stjärnsund
Stjärnsund – småort (wieś) w Szwecji, w regionie Dalarna, siedziba Gminy Hedemora. W 2010 liczyła 161 mieszkańców.